# Engelberto de Liederkerque
Engelberto de Liederkerque (fl.–12891305) foi um cavaleiro flamenco (de Liedekerke) que, junto de seu irmão mais jovem Gualtério, acompanhou seu tio Florente de Hainaut para o Peloponeso (Moreia), no sul da Grécia, após a proclamação de Florente como príncipe da Acaia em 1289. Lá, Engelberto casou-se com uma filha de Ricardo Orsini, conde palatino de Cefalônia e Zacinto. Em 1294, após a morte de João Chauderon, que era seu cunhado, Engelberto sucedeu-o como grande condestável da Acaia.
Engelberto é mencionado apenas esporadicamente nas fontes: em 1297, quando acompanhou a princesa Isabel de Vilearduin para Nesi, próximo de Calamata; em 1301, quando esteve entre os barões moreios que ratificaram a proclamação de Filipe I de Piemonte (r. 1301–1307) como príncipe; no começo de 1304 como uma das testemunhas do casamento de João I Orsini e Maria Comnena Ducena, e no ato de doação das fortalezas de Carítena e Aráclovo para a filha de Isabel, Matilda de Hainaut; e finalmente em um ato de dezembro de 1305, assinado em Tebas.